# Thiên hoàng Jimmu
Thiên hoàng Jimmu (神武天皇 (Thần Vũ thiên hoàng) Jinmu-tennō) còn gọi là Kamuyamato Iwarebiko; tên thánh: Wakamikenu no Mikoto hay Sano no Mikoto, sinh ra theo ghi chép mang tính thần thoại trong Cổ Sự Ký vào 1 tháng 1 năm 711 TCN, và mất, cũng theo truyền thuyết, ngày 11 tháng 3, năm 585 TCN (cả hai đều theo âm lịch truyền thống Nhật Bản Lưu trữ ngày 2 tháng 4 năm 2007 tại Wayback Machine), là người sáng lập theo truyền thuyết của đất nước Nhật Bản, và là vị Thiên hoàng đầu tiên có tên trong Danh sách Thiên hoàng truyền thống. Hoàng gia Nhật Bản tuyên bố mình là hậu duệ của vua Jimmu. Không thể định rõ được ngày tháng cuộc đời cũng như triều đại của vị Thiên hoàng này. Triều đại của Thiên hoàng Kimmei (509? - 571), Thiên hoàng thứ 29 trong danh sách truyền thống, là triều đầu tiên mà lịch sử đương đại có thể xác định thời gian thẩm tra được. Vào thời kỳ Đế quốc Nhật Bản khoảng từ những năm 1930 đến năm 1940, chủ nghĩa dân tộc Nhật Bản cực kỳ lớn mạnh và việc thắc mắc về sự tồn tại của Jimmu là một việc hết sức nguy hiểm.

## Truyện truyền thuyết

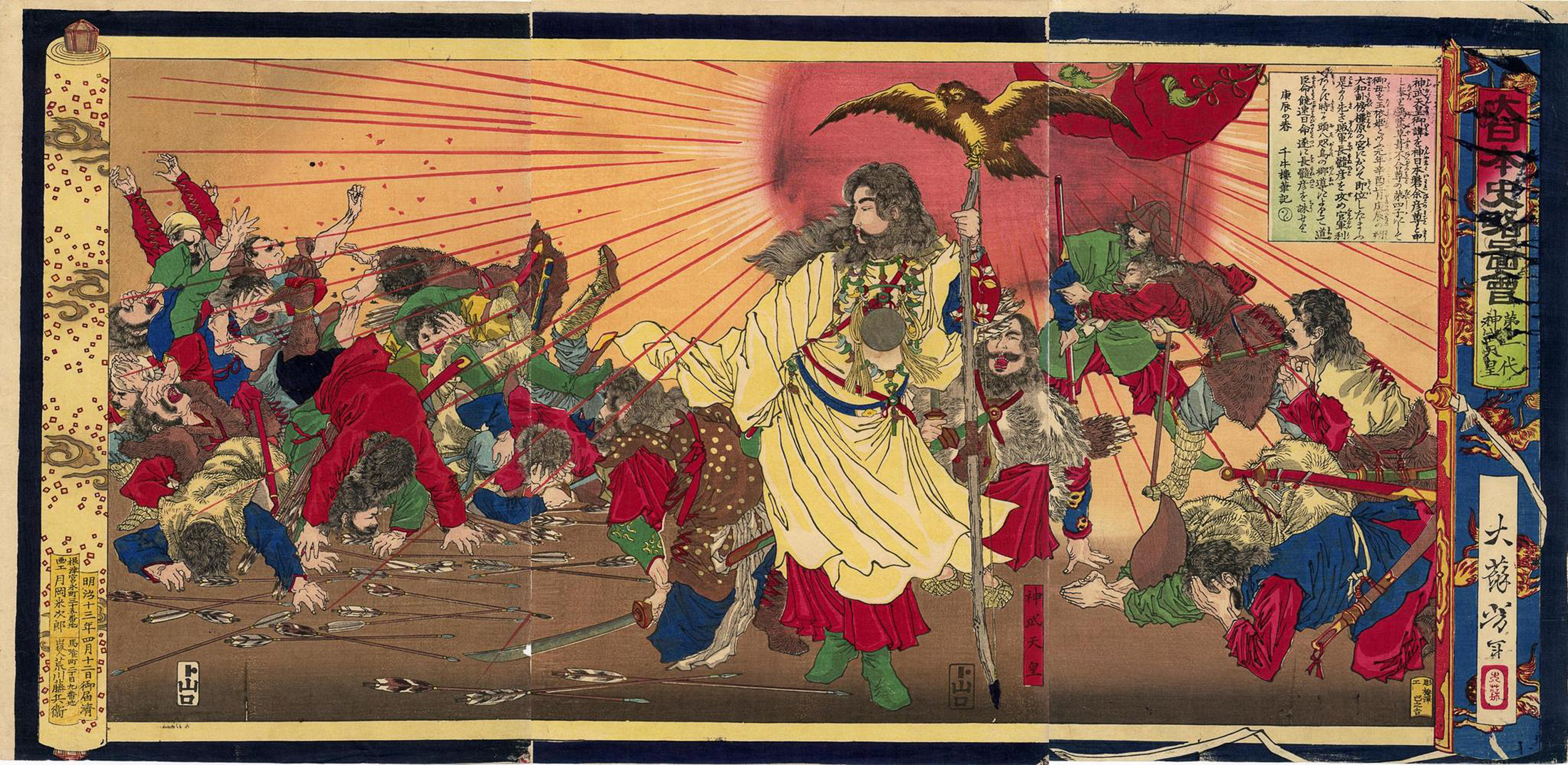
Thiên hoàng Jimmu, tranh ukiyo-e được vẽ bởi Tsukioka Yoshitoshi (1880)

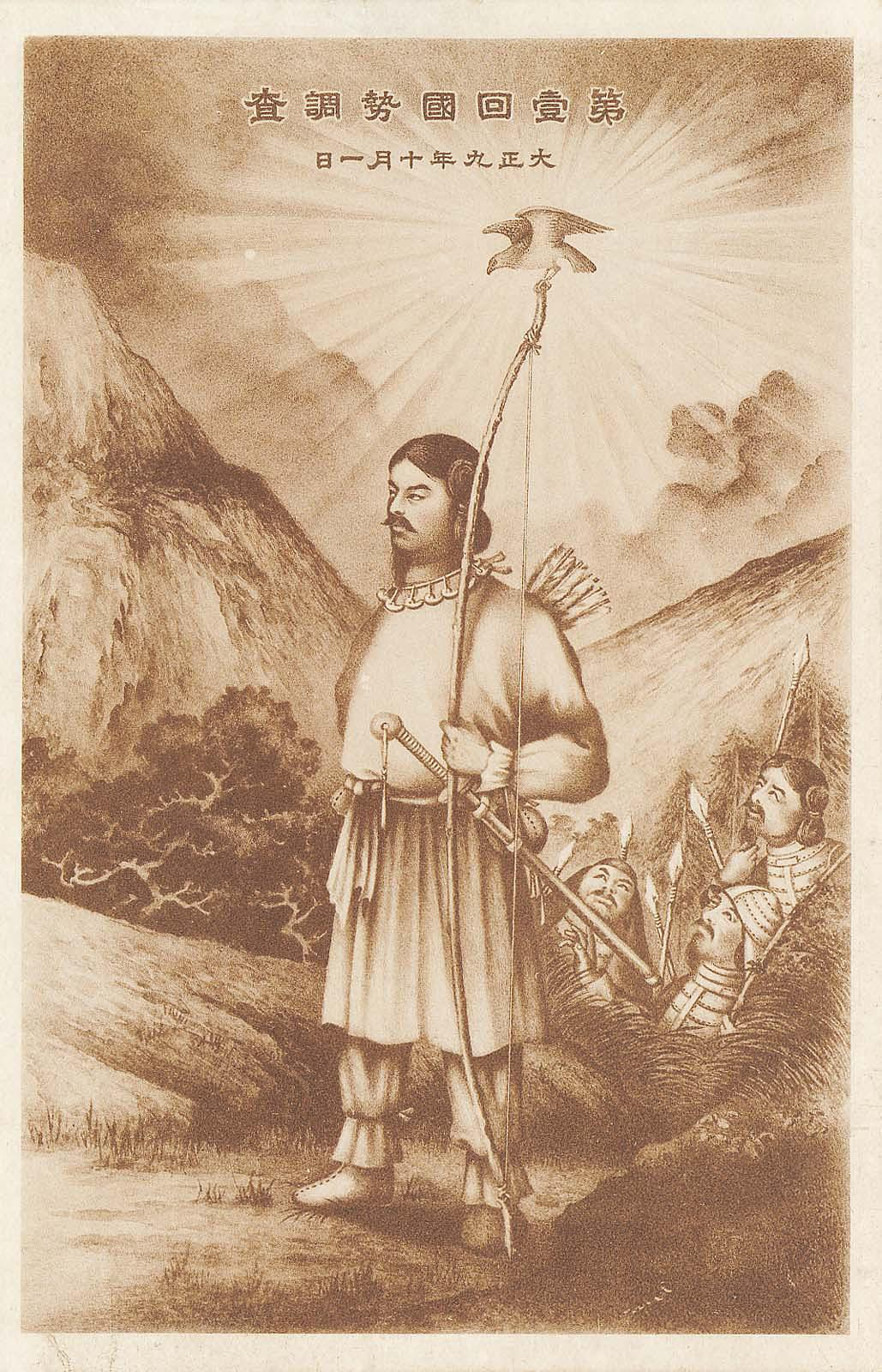
Thiên hoàng Jimmu, hình từ cuốn sổ Điều tra Dân Số Quốc gia đầu tiên vào năm 1920 ở Nhật Bản

Thiên hoàng Jimmu được coi là một "Thiên hoàng truyền thuyết" vì có rất ít thông tin về ông, và cũng không nhất thiết ám chỉ rằng không có người nào như thế từng tồn tại. Hơn nữa, các học giả chỉ còn biết than vãn rằng, vào thời điểm này, không có đủ cứ liệu lịch sử để thẩm tra và nghiên cứu thêm.
Theo niềm tin Thần đạo, trong Kỷ nguyên của các vị thần trước thời đại của Thiên hoàng Jimmu. Thì những câu chuyện kể về Thiên hoàng Jimmu gần như là kể lại từ những truyền thuyết về gia tộc Ōtomo (大伴氏) và những câu chuyện đó đã biến gia tộc Ōtomo ấy có mối liên hệ nào đó với Hoàng thất Nhật Bản, cũng giống như câu chuyện về  Thiên hoàng Sujin và biên niên sử về Thiên hoàng Ōjin về sự thành lập của hai gia tộc con có nguồn gốc từ Hoàng thất Nhật Bản là gia tộc Mononobe và gia tộc Soga. Jimmu được coi là hậu duệ trực tiếp của nữ thần Mặt trời Amaterasu. Amaterasu có một người con trai gọi là Ame no Oshihomimi no Mikoto rồi có một đứa cháu trai tên là Ninigi-no-Mikoto. Bà cử cháu mình đến quần đảo Nhật Bản, ở đây ông cưới Konohana-Sakuya-hime. Trong số ba con trai của họ có Hikohohodemi no Mikoto, còn gọi là Yamasachi-hiko, sau này cưới Toyotama-hime. Bà là con gái của Ryūjin, thần biển Nhật Bản. Họ có một người con trai duy nhất tên là Hikonagisa Takeugaya Fukiaezu no Mikoto. Đứa bé bị cha mẹ từ bỏ ngay sau khi sinh và do đó được em gái của mẹ, Tamayori-hime, nuôi nấng. Họ cuối cùng cưới nhau và có bốn con trai. Người con út sau này trở thành Thiên hoàng Jimmu.
Người ta nói rằng ít lâu sau khi Thiên hoàng Jimmu lên nối ngôi, một Trưởng tế được bổ nhiệm (saishu). Cơ quan này thường do một người họ Nakatomi nắm giữ sau thế kỷ 8.
Ngày mừng năm mới của Nhật Bản theo âm lịch được kỷ niệm làm ngày lên ngôi của Thiên hoàng Jimmu.
Năm 1872, triều đình Minh Trị tuyên bố lấy ngày 11 tháng 2 năm 660 TCN theo lịch Gregory làm ngày lập quốc. Ngày lễ bí ẩn này được kỷ niệm là ngày lễ Kigensetsu ("Kỷ nguyên tiết") từ năm 1872 đến năm 1948. Ngày lễ Kigensetsu năm 1940 ngày nay vẫn còn nhiều tranh cãi, nhưng vào đầu thời kỳ Chiêu Hòa, bất kỳ câu hỏi nào cũng bị bỏ qua vì toàn bộ quốc gia đều kỷ niệm năm thứ 2.600 ngày lên ngôi của Thiên hoàng Jimmu.
Ngày lễ này bị đình chỉ sau Chiến tranh Thái Bình Dương, và việc kỷ niệm nó được phục hồi lại năm 1966 với cái tên Kenkoku Kinen no hi ("Kiến quốc kỷ niệm").

### Thiên hoàng Jimmu di cư

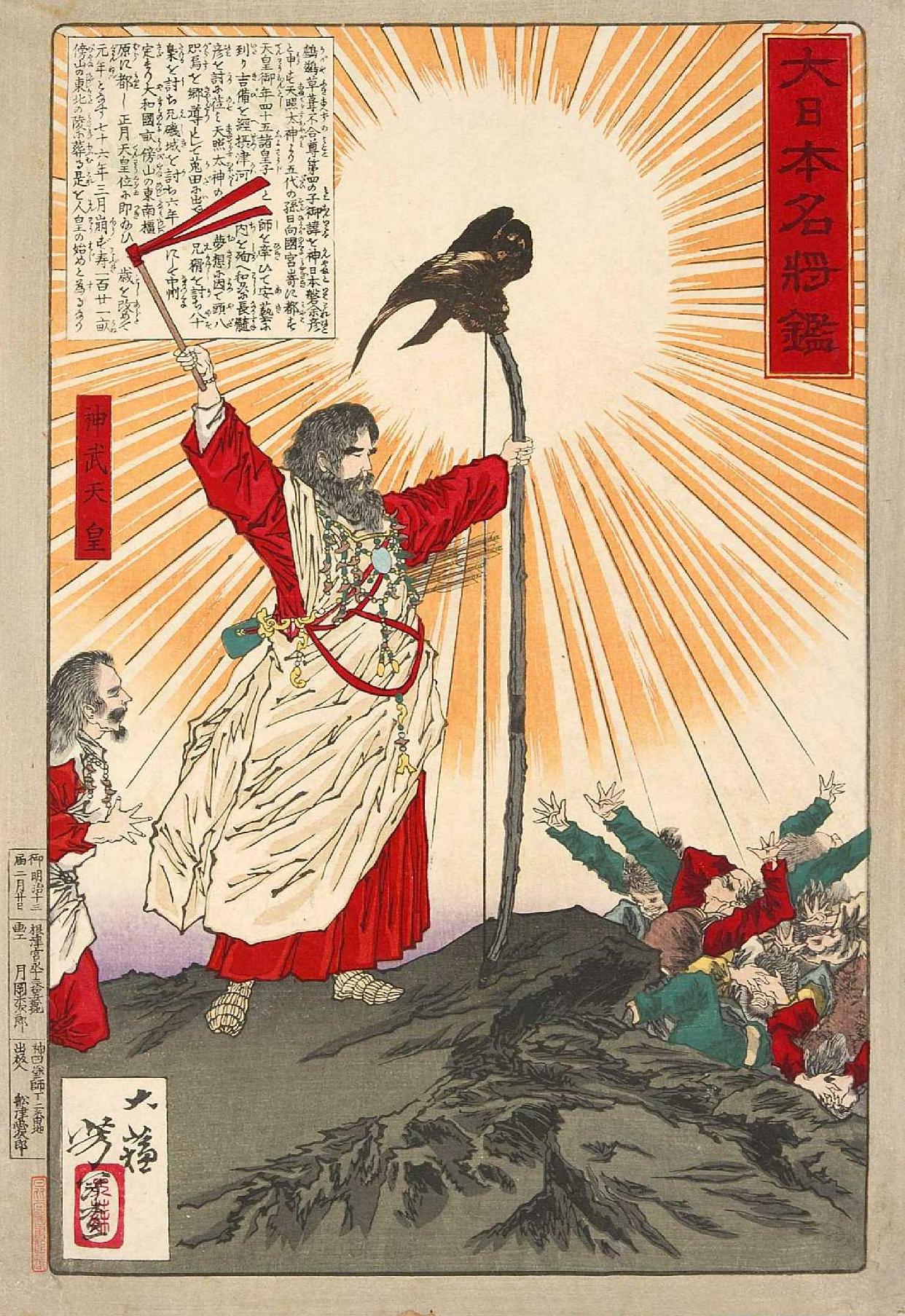
Ảnh minh họa Thiên hoàng Jimmu cầm cung với con diều vàng của ông ấy. Bức tranh được vẽ vào thế kỷ 19 bởi Tsukioka Yoshitoshi.

Ghi chép truyền thuyết trong Kojiki và Nihon Shoki cho chúng ta biết các anh em của Thiên hoàng Jimmu là Hikoitsuse, Inai và Mikeirino ban đầu được sinh ra ở Takachiho, phía Nam đảo Kyūshū (ngày nay là tỉnh Miyazaki), và quyết định đi về phía Đông, vì họ thấy vị trí của mình không thích hợp để trị vì toàn bộ đất nước. Anh trai của Jimmu, Itsuse no Mikoto ban đầu dẫn đầu đoàn di trú, và họ đi về phía Đông qua biển Seto với sự giúp đỡ của tù trưởng địa phương Sao Netsuhiko. Khi họ đến Naniwa (ngày nay là Ōsaka), họ đối mặt với một tù trưởng khác, Nagasunehiko (nghĩa là "người chân dài"), và Itsuse bị giết trong một trận giao tranh sau đó. Thiên hoàng Jimmu nhận ra rằng họ bị đánh bại vì họ đánh về phía Đông, chống lại thần Mặt trời, vì vậy họ quyết định đổ bộ xuống phía Đông bán đảo Kii và đánh về phía Tây. Họ đến Kumano và với sự hướng dẫn của chim ba chân là Yatagarasu (tạm dịch "quạ 8 cánh"), họ cuối cùng cũng đến được vùng đất Yamato. Ở đó, họ lại một lần nữa giao chiến với Nagasunehiko và giành chiến thắng. Theo ghi chép trong Nhật Bản thư kỷ có ghi rằng là quân đội của Thiên hoàng Jimmu cũng đã đánh bại một nhóm dân tộc Emishi (蝦夷, tạm dịch là người man di tí hon) trước khi ông lên ngôi. Dân tộc Emishi là một sắc tộc sinh sống ở phần đảo Honshu, dân tộc của họ tập trung chủ yếu ở vùng Tōhoku.
Ở Yamato, Nigihayahi no Mikoto, người cũng tự xưng là hậu duệ của thần Takamagahara, được Nagasunehiko bảo hộ và cũng tranh ngôi Thiên hoàng. Tuy nhiên, ngay sau khi Nigihayahi gặp Jimmu, ông đã thay đổi ý định và chấp nhận tính hợp pháp của việc lên ngai Thiên hoàng của Jimmu. Tại thời điểm đó, Jimmu được cho là người cai trị hợp pháp của toàn bộ Nhật Bản. Sau khi đo đạc từ núi Nara cho đến biển Seto mà ông kiểm soát được, Jimmu nhận xét rằng nó có hình dạng giống như những chiếc vòng trái tim được tạo ra bởi những con chuồn chuồn khi chúng giao phối, theo ngôn ngữ cổ thì chuồn chuồn được gọi là akitsu 秋津.  Một con muỗi có ý định đánh cắp dòng máu hoàng gia từ Jimmu nhưng vì do Thiên hoàng Jimmu là hoá thân của thần, nên Thần chuồn chuồn (akitsumikami; 現御神) đã ra tay tiêu diệt con muỗi ấy trước khi nó thực hiện thành công mưu đồ của mình. Vì vậy mà quốc đảo Nhật Bản còn có một tên gọi khác là Quốc đảo Chuồn Chuồn (akitsushima; 秋津島)

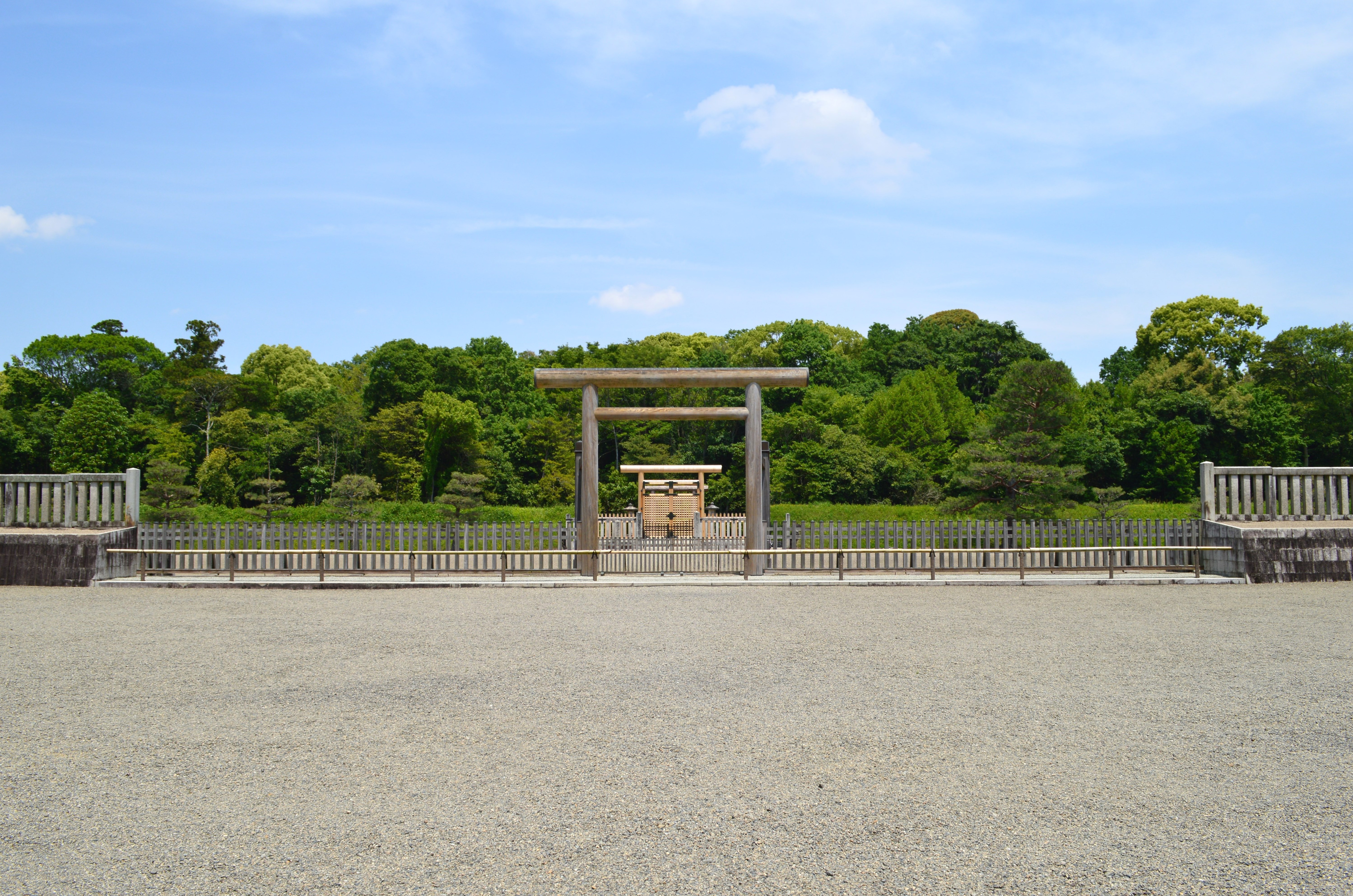
Unebi Goryō, lăng mộ của Thiên hoàng Jimmu ở Thành phố Kashihara, thuộc Tỉnh Nara

Lăng mộ (misasagi) chính thức của Thiên hoàng Jimmu, có thể tìm thấy ở Kashibara tại tỉnh Nara. Lăng mộ này nằm không xa đền Kashibara.
Theo Kojiki, Thiên hoàng Jimmu qua đời ở tuổi 126. Thụy hiệu của ông là "Jimmu" (Thần Vũ). Không nghi ngờ gì nữa cái tên này có dạng tiếng Hán và mang nội hàm Phật giáo, nghĩa là nó phải được hợp thức hóa hàng thế kỷ sau thời kỳ vẫn gán cho Thần Vũ, có lẽ là vào thời mà các huyền thoại về nguồn gốc của triều đại Yamato được biên soạn thành biên niên sử ngày nay vẫn gọi là Kojiki.

## Danh sách các phi tần và con cái
- Phi tần: Ahiratsu-hime (吾平津媛?), con gái của Hosuseri's (con trai của Ninigi-no-Mikoto) 
  - Con trai cả: Hoàng tử  Tagishimimi (手研耳命?)
  - Con trai: Hoàng tử Kisumimi (岐須美美命?)
  - Con gái: Công chúa Misaki (神武天皇)
- Hoàng hậu: Himetataraisuzu-hime (媛蹈鞴五十鈴媛?), con gái của Kotoshironushi
  - Con trai: Hoàng tử Hikoyai no mikoto (日子八井命?)
  - Con trai thứ hai: Hoàng tử Kamuyaimimi no mikoto (神八井耳命?  mất năm 577 TCN)
  - Con trai thứ ba: Hoàng tử Kamununakawamimi (神渟名川耳尊?), Thiên hoàng Suizei